# Amin Tynczerow
Amin Chaliłowicz Tynczerow (ros. Амин Халилович Тынчеров, ur. 1907 w guberni tambowskiej, zm. 1980) – przewodniczący Rady Komisarzy Ludowych Tatarskiej ASRR (1938-1940).
Początkowo aktywista Komsomołu, 1924-1926 sekretarz jaczejki Komsomołu i instruktor gminnego komitetu Komsomołu w guberni riazańskiej, 1927-1928 kierownik czytelni, 1928-1929 słuchacz szkoły budownictwa radzieckiego i partyjnego w Riazaniu, a 1929-1932 Tatarskiego Uniwersytetu Komunistycznego. Od 1928 członek WKP(b), 1932-1933 był instruktorem Wydziału Agitacji Masowej Tatarskiego Komitetu Obwodowego WKP(b), 1933-1935 zastępcą szefa wydziału politycznego stanicy maszynowo-traktorowej w Tatarskiej ASRR, a 1935-1936 zastępcą sekretarza rejonowego komitetu WKP(b) w Tatarskiej ASRR. Od 1936 do kwietnia 1937 II sekretarz czystopolskiego rejonowego komitetu WKP(b), od kwietnia 1937 do marca 1938 I sekretarz takanyszskiego rejonowego komitetu WKP(b), od marca 1938 do 1940 przewodniczący Rady Komisarzy Ludowych Tatarskiej ASRR, od 1941 sekretarz odpowiedzialny Komisji Partyjnej WKP(b) 4 Armii Samodzielnej. Wojskowy komisarz Tyłu Frontu, zastępca naczelnika Tyłu Frontu ds. politycznych, do 1946 członek Rady Wojskowej 8 Armii, od 1947 zastępca naczelnika Tyłów Zarządu Tyłów Lotnictwa Dalekiego Zasięgu ds. politycznych, później do 1959 zastępca szefa Głównego Wojskowego Aerodromu Sił Powietrznych Armii Radzieckiej ds. politycznych.